# IC 4765
IC 4765 est une très vaste galaxie elliptique située dans la constellation du Paon. Sa vitesse par rapport au fond diffus cosmologique est de 4 481 ± 6 km/s, ce qui correspond à une distance de Hubble de 66,1 ± 4,6 Mpc (∼216 millions d'al). Cette galaxie a été découverte par l'astronome américain DeLisle Stewart en 1901.
À ce jour, 13 mesures non basées sur le décalage vers le rouge (redshift) donnent une distance de 59,269 ± 6,665 Mpc (∼193 millions d'al), ce qui est à l'intérieur des valeurs de la distance de Hubble. Notons cependant que c'est avec la valeur moyenne des mesures indépendantes, lorsqu'elles existent, que la base de données NASA/IPAC calcule le diamètre d'une galaxie et qu'en conséquence le diamètre d'IC 4765 pourrait être d'environ 156,9 kpc (∼512 000 al) si on utilisait la distance de Hubble pour le calculer.

## Groupe d'IC 4765
IC 4765 est la plus lumineuse et la plus vaste galaxie d'un groupe de galaxies qui porte son nom. Le groupe d'IC 4765 renferme au moins 31 membres dont trois du New General Catalogue et 19 de l'Index Catalogue.